# 馬自達Cronos
馬自達Cronos（日语：マツダ・クロノス）是1990年代由日本馬自達汽車公司製造的中型四門轎車。因為當時日本泡沫經濟時期景氣大好，馬自達汽車公司採多品牌策略，以同樣的汽車平台一口氣推出六款車（見底下「參見」之詳述，若加上福特的雙生車款福特Telstar和福特Probe則共有八款車），但是後來銷售成績證明這種策略行不通，被稱作「Cronos的悲劇」。
1993年Cronos的雙生車福特Telstar曾在臺灣以「天王星TX5」（第三代）之名國產化銷售。

## 歷史
1991年在日本以Capella後繼車款的姿態登場，採用全新的GE平台，而對國外出口的車名則為馬自達626。Cronos在全世界市場搭載的引擎計有五種：新世代的1.8L V型六缸K8-ZE型及2.0L V型六缸KF-ZE型、高級車型的2.5L V型六缸KL-ZE型、配備「PWS壓力波增壓裝置」（pressure wave supercharger）的2.0L直列四缸RF-CX Comprex型柴油引擎、以及使用在4WD車型上的2.0L直列四缸FS-DE型。
前二者新開發的1.8L和2.0L K族引擎之鑄造程序由日本Ryobi公司負責，採該公司獨家研發的「RIC （页面存档备份，存于）」一體成形鑄造技術，提升了高剛性與輕量化。這兩顆K族引擎在高轉速情況下表現得較好，但遇到日本走走停停的交通狀況，低、中轉速域間反而出現扭力不足的狀況，遭到消費者批評詬病。而且馬自達自製的自動變速箱技術不夠純熟，換檔時常發生震動的情形，所以自排車款的評價也不高。
事實上該款車與其他五款兄弟車一同在市場上販售，不但消磨牽制彼此的銷售，也引發消費者對馬自達品牌的疑慮和混亂，結果造成銷售成績慘不忍睹。所有兄弟車加起來的銷售量，還比不上第五代Capella。於是馬自達於1995年草草結束Cronos的生產，並急於研發下一代Capella，不過海外市場的銷售延續至1997年底或1998年初為止。

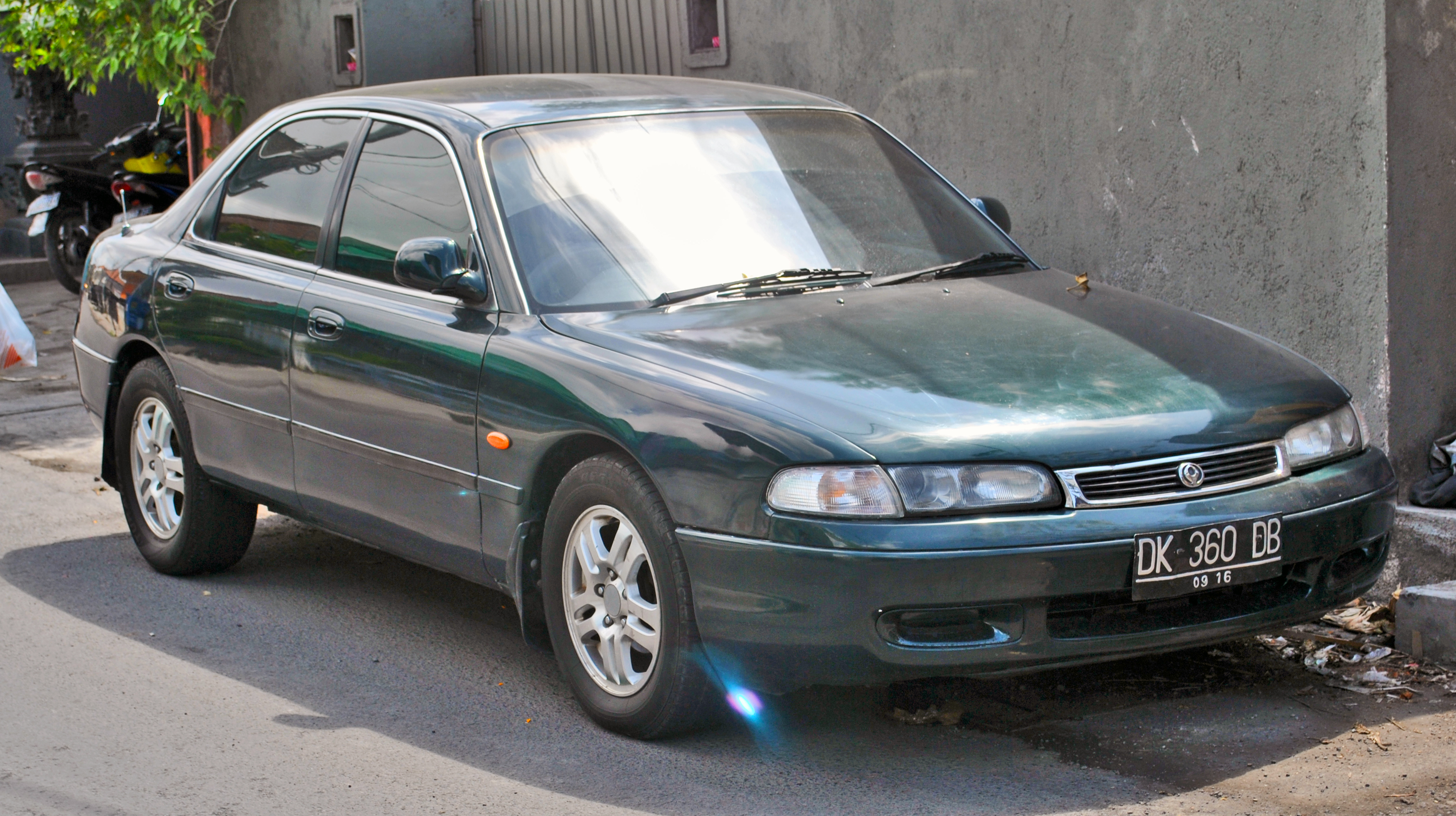
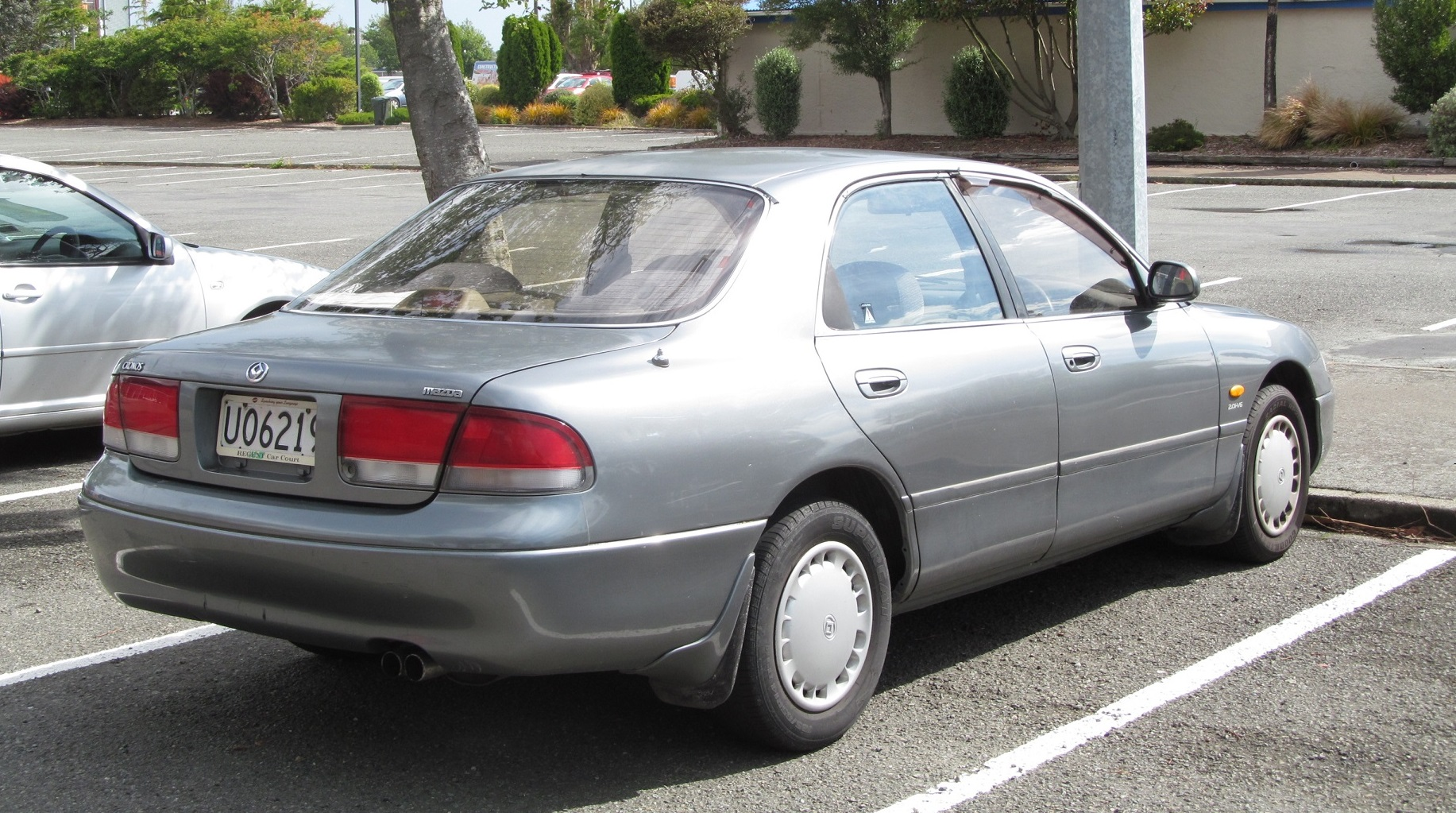
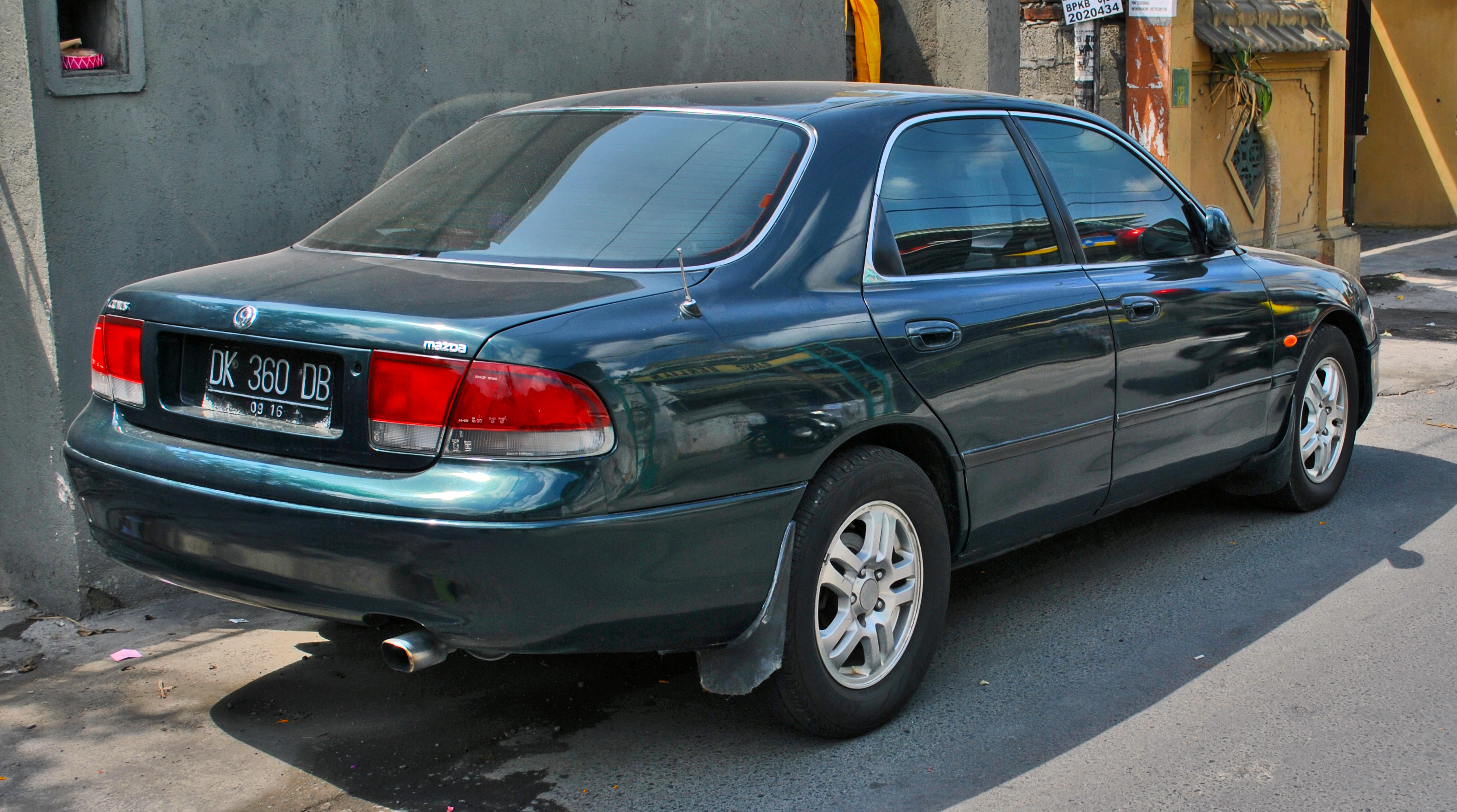

## 外部連結
- （日語）Gazoo.com名車列傳：1991年 マツダ　クロノス